# かつらぎ警察署
かつらぎ警察署（かつらぎけいさつしょ）は、和歌山県警察が管轄する警察署の一つである。識別章所属表示はWK（和歌山北署、海南署も同様）。

## 所在地
- 和歌山県伊都郡かつらぎ町大字中飯降1150-1

## 管轄区域
- 伊都郡かつらぎ町、橋本市（旧・高野口町域）

## 沿革
- 1952年（昭和27年）7月 - 妙寺警察署として発足。
- 2005年（平成17年）10月1日 - 花園村がかつらぎ町に編入され、旧・花園村の区域が橋本警察署の管轄から妙寺警察署の管轄に移管。
- 2008年（平成20年）3月3日 - かつらぎ警察署へ改称、同時にかつらぎ町中飯降へ移転。

## 組織
- 警務課
- 会計課
- 生活安全刑事課
- 地域課
- 交通課
- 警備課

## 交番

### 橋本市
- 高野口交番（橋本市高野口町名古曽945番地の1）

### かつらぎ町
- 笠田交番（伊都郡かつらぎ町笠田東432番地の1）

## 警察官駐在所

### かつらぎ町
- 三谷警察官駐在所（伊都郡かつらぎ町三谷1574番地の9）
- 東渋田警察官駐在所（伊都郡かつらぎ町東渋田31番地の5）
- 花園警察官駐在所（伊都郡かつらぎ町花園梁瀬539番地の2）

## 警察官連絡所・警察官立寄所
- 伏原警察官連絡所（橋本市高野口町伏原175番地の1）
- 四郷警察官立寄所（伊都郡かつらぎ町大字滝75番地の2）